# Mangiatorella

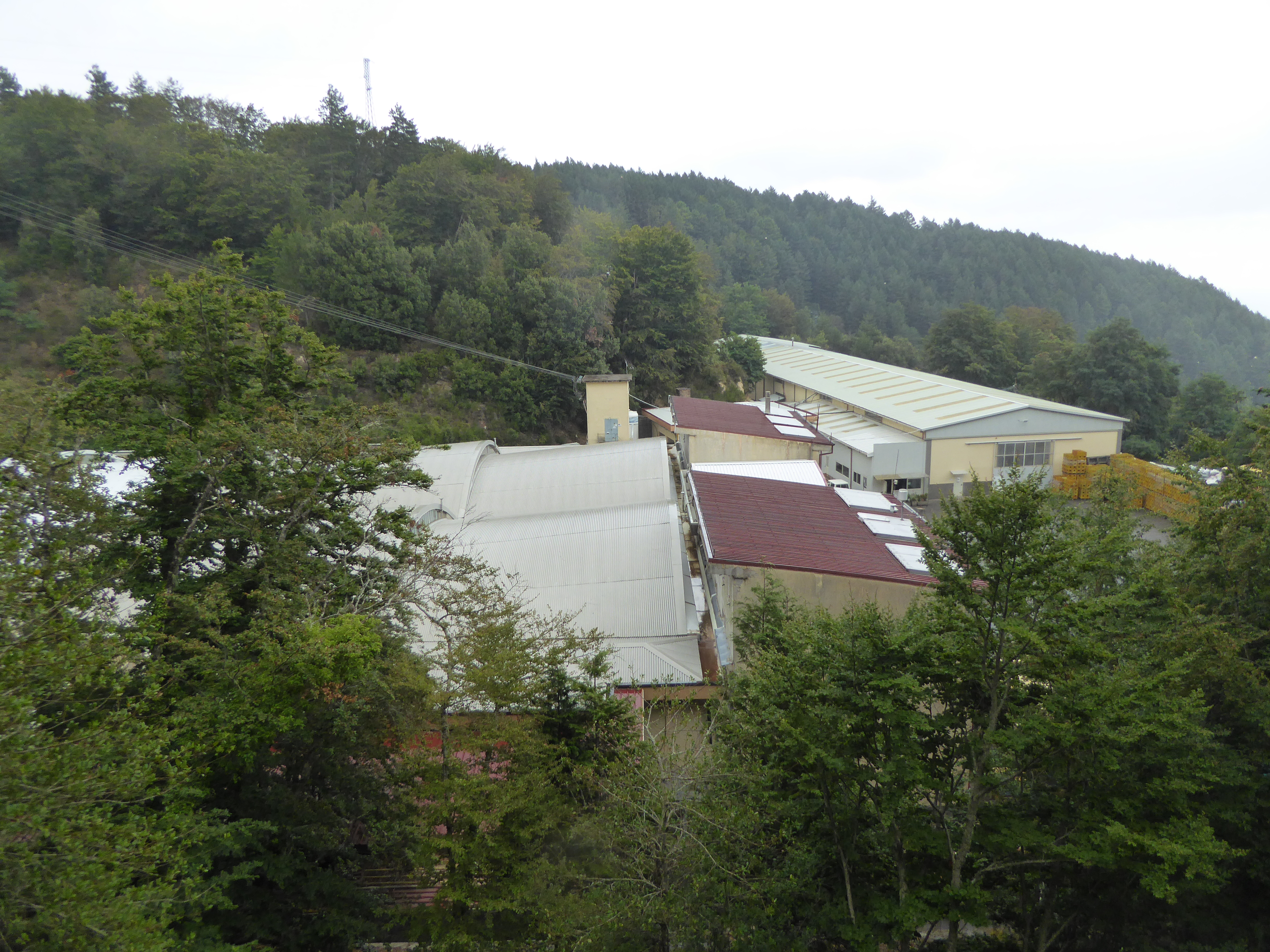
Sede di imbottigliamento della Mangiatorella in località Mangiatorella (agosto 2022)

Mangiatorella è un'azienda calabrese di imbottigliamento d'acqua con sede a Stilo in provincia di Reggio Calabria. È leader in Calabria, Puglia e Sicilia. Controlla le acque Acquarossa, Cavagrande e Hidria. Annualmente immette sul mercato 160 milioni di litri d'acqua. Produce anche tè al limone e alla pesca.
Ha uno stabilimento di 8.000 m² a Stilo e possiede 15.000 m² di terreni e 2.000 m² di depositi a Saponara (ME). La fonte si trova alle falde del Monte Pecoraro, immersa nel Bosco di Stilo a 1.200 m s.l.m.
Mangiatorella ha le certificazioni ISO 22005:2007 e IS0 9001:2008.

## Caratteristiche
La temperatura dell'acqua è di circa 9 °C. Il contenuto di sodio è basso (9,8 mg/l); ha proprietà diuretiche, antiuriche e ipouricemizzanti. Il Ph è 6,00. Ha un residuo fisso di 0,06 per litro.

## Storia
L'azienda nasce nel 1904 per opera di Achille Fazzari che crea una sala d'imbottigliamento di damigiane con la capienza di 20 litri nella località omonima.
Dopo la prima guerra mondiale vi è un periodo in cui la produzione si ferma. Nel 1959 la SIC (Società Immobiliare Calabra) di Milano (che possedeva già i boschi della zona attorno alla fonte di Mangiatorella) ottiene l'autorizzazione all'imbottigliamento dell'acqua, così nel 1970 parte la commercializzazione, ma già nel 1974 la società va in crisi.
Nel giro di 10 anni alcuni calabresi riescono a risollevare la società importando nuovi capitali. Una lunga e fortunata partnership con l'azienda della Reggina, di cui Mangiatorella è stata sponsor ufficiale, ha contribuito a rendere famoso il marchio nell'area del Sud Italia.
Nel 2009 gli 80 soci sono tutti di origine calabrese.
Nel 2012 la rivista Altroconsumo effettua test su diverse marche di bottiglie d'acqua e la premia come migliore qualitativamente.
Da dicembre 2013 esporta oltre che in Gran Bretagna, Stati Uniti e Australia anche in Russia.